# FC Neman Grodno
FC Neman Grodno (em russo: ФК Неман Гродно; bielorrusso: ФК Нёман Гродна, FK Nyoman Hrodna) é um clube de futebol da Bielorrússia, sediado na cidade de Hrodna. Nomeado em referência ao Rio Neman, o clube foi fundado em 1964. Desde 1992 participa da Vysshaya Liga.

## História
Desde 1964 o time atuava na terceira divisão do futebol soviético quase constantemente, exceto duas temporadas (1968 e 1969) atuando na segunda divisão. Estiveram perto de conseguir a promoção em 1966 e 1980, mas não se classificaram à fase final do torneio que classificava as equipes, em ambas as ocasiões.
Desde 1992 o Neman disputa a Primeira Divisão da Bielorrússia. Em 1993 venceu a Copa da Bielorrússia. Os anos de maior sucesso da equipe foram no início dos anos 2000, quando terminou em quarto duas vezes seguidas antes de terminar em segundo, em 2002, depois de perder o primeiro lugar no play-off contra o BATE Borisov.

### Nomes
- 1964: fundado como Neman Grodno
- 1973: renomeado para Khimik Grodno
- 1993: renomeado para Neman Grodno
- 1999: renomeado para Neman-Belcard Grodno
- 2002: renomeado para Neman Grodno

## Títulos
- Copa da Bielorrússia: 1993 e  2024

## Elenco atual
Atualizado em setembro de 2013
Nota: Bandeiras indicam equipe nacional, conforme definido pelas regras de elegibilidade da FIFA. Os jogadores podem ter mais de uma nacionalidade não-FIFA.
| N.º |              | Posição | Jogador               |
| --- | ------------ | ------- | --------------------- |
| 1   | Lituânia     | G       | Marius Rapalis        |
| 2   | Bielorrússia | M       | Artsyom Salavey       |
| 3   | Bielorrússia | M       | Yawhen Savastsyanaw   |
| 5   | Bielorrússia | D       | Dzmitry Rawneyka      |
| 7   | Camarões     | M       | Guy Stéphane Essame   |
| 8   | Bielorrússia | M       | Syarhey Lyavitski     |
| 9   | Bielorrússia | M       | Ivan Denisevich       |
| 10  | Bielorrússia | M       | Dzmitry Rekish        |
| 12  | Bielorrússia | D       | Aleksandr Poznyak     |
| 13  | Sérvia       | M       | Vladimir Veselinov    |
| 14  | Bielorrússia | M       | Alyaksandr Anyukevich |
| 15  | Sérvia       | D       | Miljan Jablan         |
| 16  | Bielorrússia | G       | Syarhey Chernik       |

| N.º |              | Posição | Jogador              |
| --- | ------------ | ------- | -------------------- |
| 17  | Bielorrússia | A       | Yahor Zubovich       |
| 18  | Bielorrússia | D       | Pavel Rybak          |
| 20  | Bielorrússia | D       | Ivan Sadovnichiy     |
| 23  | Bielorrússia | D       | Maksim Vitus         |
| 25  | Bielorrússia | M       | Ihar Yasinski        |
| 29  | Bielorrússia | A       | Artur Bombel         |
| 32  | Bielorrússia | A       | Andrey Lyasyuk       |
| 69  | Bielorrússia | M       | Alyaksey Lyahchylin  |
| 77  | Bielorrússia | M       | Pavel Tseslyukevich  |
| 88  | Bielorrússia | A       | Pavel Savitskiy      |
| 92  | Bielorrússia | D       | Dmitry Aliseiko      |
| 99  | Bielorrússia | G       | Vladimir Vasilyuchek |

## Competições continentais
Atualizado em agosto de 2010
| Temporada | Competição            | Fase |         | Clube            | 1º Jogo | 2º Jogo |
| --------- | --------------------- | ---- | ------- | ---------------- | ------- | ------- |
| 1993–94   | UEFA Cup Winners' Cup | QL   | Suíça   | Lugano           | 0–5 (F) | 2–1 (C) |
| 2003–04   | UEFA Cup              | QL   | Roménia | Steaua Bucureşti | 1–1 (C) | 0–0 (F) |
| 2005      | UEFA Intertoto Cup    | 1F   | Chéquia | Tescoma Zlín     | 0–1 (C) | 0–0 (F) |

## Treinadores
- Valery Yanochkin (1 setembro de 1993 – 1 abril de 1995)
- Sergey Solodovnikov (1 setembro de 1997 – 1 fevereiro de 1998), (1 maio de 1998 – 30 de junho de 2005)
- Vladimir Kurnev (1 janeiro de 2006 – 31 de dezembro de 2006)
- Lyudas Rumbutis (1 janeiro de 2007 – 31 de dezembro de 2007)
- Vyacheslav Akshaev (4 de janeiro de 2008 – 20 de julho de 2008)
- Oleg Radushko (21 de julho de 2008 – 19 de julho de 2010)
- Aleksandr Koreshkov (25 de junho de 2010 – 11 de agosto de 2011)
- Petr Kachuro (interino) (13 de agosto de 2011 – 15 de agosto de 2011)
- Sergey Solodovnikov (16 de agosto de 2011 – )